# 富士電視台週四劇場
《富士電視台週四劇場》是日本富士電視台在每星期四晚間10時（日本時間）播出的電視連續劇檔次。

## 平均十大收視率排行
| 1  | 沉睡的森林       | 1998年         | 25.2％  |
| 2  | 壯志驕陽         | 1992年         | 24.7％  |
| 3  | 白色巨塔         | 2003年－2004年 | 23.9％  |
| 4  | 小孤島大醫生2006 | 2006年         | 22.4％  |
| 5  | 29歲的聖誕節     | 1994年         | 22.2％  |
| 6  | 電車男           | 2005年         | 21.2％  |
| 7  | 肥皂泡           | 1991年         | 21.1％  |
| 8  | 惡靈貞子         | 1999年         | 19.88％ |
| 9  | 一人有一個夢想   | 1993年         | 19.85％ |
| 10 | 相逢何必曾相識   | 1993年         | 19.7％  |

## 最高十大收視率排行
收視率後方的括號內為達到該收視數字的集數。
| 1  | 壯志驕陽         | 1992年         | 32.6％（最終回） |
| 2  | 白色巨塔         | 2003年－2004年 | 32.1%（最終回）  |
| 3  | 沉睡的森林       | 1998年         | 30.8%（最終回）  |
| 4  | 35歲的戀愛       | 1996年         | 28.1%（最終回）  |
| 5  | 29歲的聖誕節     | 1994年         | 26.9%（最終回）  |
| 6  | 小孤島大醫生2006 | 2006年         | 25.9%（最終回）  |
| 7  | 電車男           | 2005年         | 25.5%（最終回）  |
| 8  | 相逢何必曾相識   | 1993年         | 25.0%（最終回）  |
| 9  | 肥皂泡           | 1991年         | 24.9%（第2回）   |
| 10 | 最佳拍檔         | 1992年         | 24.4%（最終回）  |

## 作品列表

### 1990年代
| 年份/時間                 | 劇名                                        | 主演                                                             | 回數 | 平均收視率 | 編劇                               |
| ------------------------- | ------------------------------------------- | ---------------------------------------------------------------- | ---- | ---------- | ---------------------------------- |
| 1990年4月12日 - 6月28日   | 求愛姊妹花                                  | 淺野優子、本木雅弘、石田純一、陣內孝則、鈴木保奈美、菊池桃子等   | 12   | 14.72 %    | 伴一彦                             |
| 1990年7月5日 - 9月20日    | 家有逃妻                                    | 柴田恭兵、南果步、室井滋、櫻井幸子、手塚理美、風吹純等           | 12   | 無資料     | 岩佐憲一                           |
| 1990年10月18日 - 12月20日 | 紐約戀愛物語II                              | 田村正和、丘光子、高島政宏、三田寛子、高橋瞳、小林聰美等         | 10   | 無資料     | 鎌田敏夫                           |
| 1991年1月10日 - 3月21日   | 結婚的理想與現實                            | 中村雅俊、田中美佐子、唐澤壽明、石田純一、橫山惠、余貴美子等     | 11   | 無資料     | 伴一彦                             |
| 1991年4月11日 - 6月27日   | 誰都不愛                                    | 吉田榮作、田中美奈子、山口智子、辰已琢郎、觀月亞里沙、江波杏子等 | 12   | 19.50 %    | 岩佐憲一                           |
| 1991年7月4日 - 9月19日    | 回首夢已遠                                  | 安田成美、高橋克典、菊池桃子、石黑賢、羽場裕一、西村和彥等       | 12   | 無資料     | 大石靜                             |
| 1991年10月10日 - 12月19日 | 肥皂泡                                      | 長淵剛、石田純一、清水美沙、岡田英次、哀川翔、國生小百合等       | 11   | 21.09 %    | 大久保昌一良 原案：長淵剛          |
| 1992年1月9日 - 3月26日    | 壯志驕陽                                    | 鈴木保奈美、唐澤壽明、江口洋介、深津繪里、夏川結衣等             | 11   | 24.50 %    | 野島伸司                           |
| 1992年4月16日 - 6月25日   | 愛的關係                                    | 高島政伸、加藤雅也、池上季實子、田中美奈子、松雪泰子等           | 11   | 無資料     | 長坂秀佳                           |
| 1992年7月2日 - 9月17日    | 最佳拍檔                                    | 淺野優子、柳葉敏郎、佐藤浩市、橫山惠、小木茂光等                 | 11   | 16.61 %    | 野澤尚                             |
| 1992年10月15日 - 12月17日 | 任性的女人們                                | 吉手川祐子、大鶴義丹、手塚理美、神田正輝、山下久美子、大地康雄等 | 10   | 無資料     | 小野澤美曉、中山乃莉子、小田切正明 |
| 1993年1月14日 - 3月25日   | 一人有一個夢想                              | 武田鐵矢、安田成美、陣內孝則、杉本哲太等                         | 11   | 19.85 %    | 池端俊策                           |
| 1993年4月15日 - 6月24日   | 愛情物語                                    | 中村雅俊、真野響子、齊藤慶子、村上聰美等                         | 11   | 11.40 %    | 松原敏春                           |
| 1993年7月1日 - 09年16日   | 相逢何必曾相識                              | 淺野溫子、織田裕二、富田靖子、佐藤浩市等                         | 12   | 19.75 %    | 野澤尚                             |
| 1993年10月14日 - 12月23日 | 愛的宣言                                    | 淺野優子、宅麻伸、風間杜夫、大森曉美等                           | 11   | 18.50 %    | 內館牧子                           |
| 1994年1月13日 - 3月24日   | 小廚中的紅日                                | 中村雅俊、裕木奈江、的場浩司、本田美奈子等                       | 11   | 14.90 %    | 吉田紀子                           |
| 1994年4月14日 - 6月30日   | 為愛而活                                    | 安田成美、岸谷五朗、豐川悅司等                                   | 12   | 13.00 %    | 野澤尚                             |
| 1994年7月14日 - 9月22日   | 總有一天等到你                              | 淺野溫子、中井貴一、室井滋、風間杜夫等                           | 11   | 17.90 %    | 西萩弓絵                           |
| 1994年10月20日 - 12月22日 | 29歲的聖誕節                                | 山口智子、松下由樹、柳葉敏郎、仲村亨等                           | 10   | 22.20 %    | 鎌田敏夫                           |
| 1995年1月12日 - 3月23日   | 快樂家庭計劃                                | 大地康雄、菊池桃子、細川直美、奧山佳惠等                         | 11   | 10.30 %    | 清本由紀                           |
| 1995年4月20日 - 6月29日   | 燦爛的季節                                  | 石田光、篠原涼子、保阪尚輝、中居正廣等                           | 11   | 15.40 %    | 岡田惠和                           |
| 1995年7月6日 - 9年21日    | 不要一個人                                  | 賀來千香子、陣內孝則、加藤雅也、東幹久等                         | 12   | 11.10 %    | 吉田紀子                           |
| 1995年10月19日 - 12月21日 | 戀人啊                                      | 鈴木保奈美、岸谷五朗、鈴木京香、長瀨智也等                       | 10   | 15.00 %    | 原作 / 編劇：野澤尚                |
| 1996年1月11日 - 3月21日   | 那些日子以來                                | 長瀨智也、酒井美紀、京野琴美、柏原祟等                           | 11   | 10.90 %    | 信本敬子                           |
| 1996年4月18日 - 6月27日   | 35歲的戀愛                                  | 田中美佐子、中井貴一、椎名桔平、瀨戶朝香等                       | 11   | 19.30 %    | 中園美保、淺野妙子、尾崎將也       |
| 1996年7月4日 - 9年19日    | 教練                                        | 淺野溫子、石田純一、玉置浩二、鈴木杏樹等                         | 12   | 14.20 %    | 君塚良一                           |
| 1996年10月17日 - 12月19日 | 德克                                        | 安田成美、香取慎吾、椎名桔平、菅野美穗等                         | 10   | 15.80 %    | 岡田惠和                           |
| 1997年1月9日 - 3月20日    | 她們的婚姻大事                              | 鈴木京香、松本明子、稻森泉、澤村一樹等                           | 11   | 15.30 %    | 川嶋澄乃、田渕高志                 |
| 1997年4月17日 - 6月26日   | 現代灰姑娘                                  | 藥師丸博子、內野聖陽、杉本哲太、高田萬由子等                     | 11   | 15.70 %    | 淺野妙子、尾崎將也                 |
| 1997年7月3日 - 9年18日    | 戀戀情深                                    | 真田廣之、松嶋菜菜子、戶田菜穗、玉置浩二等                       | 12   | 12.20 %    | 深澤正樹、高橋留美                 |
| 1997年10月16日 - 12月18日 | 東京聖誕夜（前夕〜 Santa Claus Dreaming〜） | 唐澤壽明、葉月里緒菜、高橋克典、柏原祟等                         | 10   | 14.90 %    | 金子惠里沙                         |
| 1998年1月8日 - 3月19日    | 甜蜜結婚                                    | 木梨憲武、財前直見、高島禮子、田邊誠一等                         | 11   | 14.60 %    | 中谷真由美                         |
| 1998年4月16日 - 7月2日    | 認真的女人最美麗                            | 鶴田真由、松下由樹、國分太一、井之原快彥等                       | 12   | 17.60 %    | 澤村一幸、中谷真由美               |
| 1998年7月9日 - 09年24日   | 宇宙浪漫夜                                  | 西村雅彥、飯島直子、石橋貴明、安井昌二等                         | 12   | 11.50 %    | 三谷幸喜                           |
| 1998年10月8日 - 12月24日  | 沉睡的森林（A Sleeping Forest）             | 中山美穗、木村拓哉、陣內孝則、仲村亨等                           | 12   | 25.20 %    | 原作 / 編劇：野澤尚                |
| 1999年1月7日 - 3月25日    | 惡靈貞子 最終章                             | 柳葉敏郎、長瀨智也、黑木瞳、矢田亞希子等                         | 12   | 19.90 %    | 蒔田光治、高山直也                 |
| 1999年4月15日 - 6月24日   | 非洲夜未眠                                  | 鈴木京香、佐藤浩市、松雪泰子、松重豐等                           | 11   | 11.20 %    | 大石靜                             |
| 1999年7月1日 - 9年23日    | 貞子復活                                    | 岸谷五朗、吉本多香美、內藤剛志、田邊誠一等                       | 13   | 13.30 %    | 蒔田光治、田中一彥                 |
| 1999年10月14日 - 12月23日 | 危險關係                                    | 豐川悅司、藤原紀香、稻垣吾郎、篠原涼子等                         | 11   | 14.30 %    | 井上由美子                         |

### 2000年代

#### 2000
- 1月13日－3月23日：名牌愛情（牌）

主演：今井美樹、市川染五郎、吉田栄作、佐藤藍子、北浦共笑、平泉成、江波杏子、宇津井健等
- 4月13日－6月22日：太陽不西沉（太陽不沉）

主演：瀧澤秀明、松雪泰子、優香、尾藤功男、佐藤仁美、井上結奈、小嶺麗奈、高橋瞳、京本政樹、大杉漣、伊藤蘭、竹下景子等
- 7月6日－9月14日：不平凡的勇氣（这个词是勇气）

主演：役所廣司、香取慎吾、鈴木京香、津川雅彥、田中邦衛等
- 10月12日－12月21日：戀愛症候群（爱情情结）

主演：唐澤壽明、反町隆史、木村佳乃、supercell、小雪、西田尚美、伊東美咲、一戶奈未、高橋瞳、段田安則、江波杏子等

#### 2001
- 1月11日－3月22日：叫她第一名（卡巴切塔雷!）

主演：常盤貴子、深津絵里、山下智久、篠原涼子、岡田浩暉、岡田義德、田窪一世、猪俣由貴、小林聰美、陣内孝則等
- 4月12日－6月28日：女婿大人（穆科殿）

主演：長瀬智也、竹内結子、篠原涼子、鈴木杏樹、相葉雅紀、小雪、淳君、段田安則、秋吉久美子、宇津井健等
- 7月5日－9月20日：非婚家族（非婚家族）

主演：真田廣之、鈴木京香、米倉涼子、真、黑谷友香、一戶奈未、宇崎龍童等
- 10月11日－12月20日：愛上大明星（喜欢明星）

主演：藤原紀香、草彅剛、勝村政信、古田新太、安西廣子、長谷川京子、唐木惠子、北川弘美、宇梶剛士、戶田惠子、筧利夫等

#### 2002
- 1月10日－3月21日：愛的力量（锦鲤之光）

主演：深津繪里、堤真一、矢田亞希子、坂口憲二、久我陽子、貓背椿、菅原祿彌、志賀廣太郎、西村雅彥等
- 4月11日－6月27日：一大笔钱（一大笔钱!～浮世绘的大钱看股票～）

主演：長瀨智也、原田泰造、長谷川京子、岡本綾、金子沙耶加、近藤芳正、松重豐、相島一之、小日向文世、植木等等
- 7月4日－9月19日：戀愛偏差值（恋愛偏差値）
主演：淳君（全劇皆有演出）
  - 第1段「像火般燃燒」（主演：中谷美紀、岡田准一、菊川、中島知子、篠原涼子等）
  - 第2段「派對」（出演：常盤貴子、稻垣吾郎、山口智充、金子沙耶加、細川直美等）
  - 第3段「相互討厭對方的女人」（主演：財前直見、柴咲幸、柏原崇、海東健、柳葉敏郎等）
- 10月10日－12月12日：薔薇的十字架（薔薇的十字架）

出演：三上博史、石田百合子、勝村政信、佐藤藍子、玉山鐵二、西山繭子、合田雅吏、貓背椿、田山涼成、中尾美惠、天海祐希等

#### 2003
- 1月9日－3月20日：美女或野獸（美女か野獣）

主演：松嶋菜菜子、福山雅治等
- 4月17日－6月26日：新女婿大人（穆科殿2003）

主演：長瀨智也、酒井法子、篠原涼子、星野真里、三浦理恵子、末永遙、黑澤年雄、淳君、松下由樹、岸本加世子等
- 7月3日－9月11日：小孤島大醫生（库托医生診療所）

主演：吉岡秀隆、柴咲幸、時任三郎、大塚寧寧、石田百合子、泉谷茂、筧利夫、小林薰等
- 10月9日－2004年3月18日：白色巨塔（白色巨塔）

主演：唐澤壽明、江口洋介、黑木瞳、矢田亞希子、水野真紀、若村麻由美、片岡孝太郎、澤村一樹、及川光博、上川隆也、片瀨梨乃、佐佐木藏之介、高畑淳子、伊武雅刀、伊藤英明、石坂浩二、西田敏行等

#### 2004
- 4月15日－6月24日：離婚女律師（離婚律师）

主演：天海祐希、玉山鐵二、小暮里江、佐佐木藏之介、久我陽子、陣内孝則、津川雅彥等
- 7月8日－9月9日：人間的證明（人間的証明）

主演：竹野內豐、夏川結衣、大杉漣、田邊誠一、高岡蒼甫、横山惠、松下奈緒、Lily、堀北真希、德井優、池内博之、緒形拳、國村隼、松坂慶子等
- 10月7日－12月16日：大奧 第一章（大奥 第一章）

主演：松下由樹、高島禮子、瀨戶朝香等

#### 2005
- 1月13日－3月24日：溫柔時光（友谊赛時間）

主演：寺尾聰、二宮和也、長澤雅美、余貴美子、大竹忍等
- 4月14日－6月23日：為愛向錢衝（如果你坠入爱河～我成功的秘诀～）

主演：草彅剛、堤真一等
- 7月7日－9月22日：電車男（電車男）

主演：伊東美咲、伊藤淳史等
- 10月13日－12月22日：大奧 華之亂（大奥 花乱）

主演：内山理名等

#### 2006
- 1月12日－3月23日：小早川伸木之戀（小早川伸木之恋）

主演：唐澤壽明等
- 4月13日－6月29日：醫龍-Team Medical Dragon-（医龍-Team Medical Dragon-）

主演：坂口憲二、稻森泉、小池徹平、北村一輝、水川麻美、池田鐵洋、阿部貞夫、大塚寧寧、佐佐木藏之介、夏木麻里、岸部一德等
- 7月6日－9月21日：女人心機（当你不信任～女人战争～）

主演：米倉涼子、松下由樹等
- 10月12日－12月21日：小孤島大醫生2006（库托医生診療所2006）

主演：吉岡秀隆、柴咲幸等

#### 2007
- 1月11日－3月22日：料亭小師傅（拝啓、父上様；另譯「敬啟，父親大人」）

主演：二宮和也等
- 4月12日－6月28日：我們的教科書（我们的教科書）

主演：菅野美穗等
- 7月5日－9月20日：（山女人墙女人）

主演：伊東美咲、深田恭子等
- 10月11日－12月20日：醫龍-Team Medical Dragon-2（医龍-Team Medical Dragon-2）
- 主演：坂口憲二、內田有紀、小池徹平、北村一輝、水川麻美、池田鐵洋、阿部貞夫、大塚寧寧、佐佐木藏之介、夏木麻里、岸部一德等
- 原作：永井明作、乃木坂太郎畫『醫龍』
- 劇本：林宏司

#### 2008
- 1月17日－3月20日：（鹿男祝你好运）
- 出演：玉木宏、綾瀨遙、多部未華子、柴本幸、篠井英介、酒井敏也、鷲野真知子、田山涼成、山寺宏一、佐佐木藏之介、兒玉清等
- 原作：萬城目學『鹿男』
- 劇本：相澤友子
- 4月10日－6月19日：最后的朋友（最后的朋友）
- 出演：長澤雅美、上野樹里、瑛太、水川麻美、錦戶亮、山崎樹範、西原亞希、長島弘宜、田中哲司、平田滿、朝加真由美、大森曉美、倍賞美津子等
- 劇本：淺野妙子
- 7月3日－9月11日：Code Blue急症直升機醫生（代码蓝色-医生急救直升机-）
- 出演：山下智久、新垣結衣、戶田惠梨香、比嘉愛未、淺利陽介、涼、寺島進、勝村政信、杉本哲太、柳葉敏郎、兒玉清等
- 劇本：林宏司
- 10月9日－12月18日：風之花園[1]（風之花园）
- 出演：中井貴一、黑木美沙、神木隆之介、國仲涼子、石田惠里、布施博、平原綾香、伊藤蘭、奧田瑛二、緒形拳等
- 劇本：倉本聰

#### 2009
- 1月8日－3月19日：平凡的奇蹟[1]（平凡的奇跡）
- 出演：仲間由紀惠、加瀨亮、陣內孝則、松重豐、鹽見三省、渡邊哲、木村綠子、戶田惠子、岸部一德、風間杜夫、井川比佐志、八千草薰等
- 劇本：山田太一
- 4月16日－6月25日：BOSS（老板）
- 出演：天海祐希、戶田惠梨香、溝端淳平、小林友治、溫水洋一、玉山鐵二、吉瀨美智子、丸山智己、光石研、鹽見三省、相島一之、竹野內豐等
- 劇本：林宏司
- 7月9日－9月17日：俠義看護（仁京帮手）
- 出演：草彅剛、黑木美沙、藪宏太、山本裕典、五十嵐隼士、夕輝壽太、仲里依紗、加藤清史郎、山田親太朗、高木心平、高木萬平、宇梶剛士、大杉漣、安田美沙子、中別府葵、松平健、夏川結衣等
- 劇本：古家和尚
- 10月15日－2010年3月11日：不毛地帶[1]（不毛地帯）
- 出演：唐澤壽明、和久井映見、多部未華子、齋藤工、柳葉敏郎、小雪、佐佐木藏之介、天海祐希、竹野內豐、阿部貞夫、古田新太、段田安則、松重豐、梶原善、袴田吉彦、遠藤憲一、岸部一德、橋爪功、伊東四朗、中村敦夫、原田芳雄等
- 原作：山崎豐子『不毛地帶』
- 劇本：橋部敦子

### 2010年代
| 年份/時間                      | 劇名                                                         | 主演                                                           | 回數 | 平均收視率 | 劇本 |
| ------------------------------ | ------------------------------------------------------------ | -------------------------------------------------------------- | ---- | ---------- | --- |
| 2010年4月15日－2010年6月24日   | 無法坦白（我不能说实话）                                     | 瑛太                                                           | 11   | 11.2%      | 北川悅吏子 |
| 2010年7月8日－2010年9月16日    | GOLD（金）                                                   | 天海祐希                                                       | 11   | 08.9%      | 野島伸司 |
| 2010年10月14日－2010年12月16日 | 醫龍-Team Medical Dragon-3（医龍-Team Medical Dragon-3）     | 坂口憲二                                                       | 10   | 13.6%      | 原作：永井明作、乃木坂太郎畫『醫龍』 林宏司 |
| 2011年1月13日－2011年3月17日   | 外交官 黑田康作（外交官 黑田康作）                           | 織田裕二                                                       | 10   | 10.1%      | 古家和尚、池上純哉 |
| 2011年4月14日－2011年6月30日   | BOSS 2（老板第2季）                                          | 天海祐希                                                       | 11   | 15.1%      | 林宏司 |
| 2011年7月7日－2011年9月15日    | 儘管如此也要活下去（仍然活着）                               | 瑛太                                                           | 11   | 09.3%      | 坂元裕二 |
| 2011年10月13日－2011年12月22日 | 蜜之味～A Taste Of Honey～（蜜糖的味道〜A Taste Of Honey〜） | 榮倉奈奈、菅野美穗                                             | 11   | 09.9%      | 大石靜 |
| 2012年1月12日－2012年3月22日   | 倒數第二次戀愛                                               | 中井貴一                                                       | 11   | 12.4%      | 岡田惠和 |
| 2012年4月12日－2012年6月21日   | 青蛙公主                                                     | 天海祐希                                                       | 11   | 09.1%      | 吉田智子 |
| 2012年7月5日－2012年9月20日    | 東野圭吾 懸疑故事                                            | 中井貴一、唐澤壽明、松下奈緒、觀月亞里莎、反町隆史、長澤雅美等 | 11   | 08.4%      | 高橋幹子、坂口理子、比卡和歌代、田邊滿、川村泰祐、山本健介、鎌田哲郎、山本健介、石井克人、川崎和泉、寺田敏雄、篠崎繪里子 原作：東野圭吾《沒有凶手的殺人夜》、《怪人們》、《那時候的是誰》 |
| 2012年10月11日－2012年12月20日 | 結婚不結婚                                                   | 菅野美穗、天海祐希                                             | 11   | 11.8%      | 山崎宇子、坂口理子 |
| 2013年1月10日－2013年3月21日   | 最棒的離婚                                                   | 瑛太                                                           | 11   | 11.8%      | 坂元裕二 |
| 2013年4月11日－2013年6月20日   | 最後的灰姑娘                                                 | 篠原涼子                                                       | 11   | 15.2%      | 中谷真由美 |
| 2013年7月11日－2013年9月19日   | Oh, My Dad!!                                                 | 織田裕二                                                       | 11   | 09.2%      | 安達奈緒子 |
| 2013年10月10日－2013年12月19日 | 獨身貴族（）                                                 | 草剪剛                                                         | 11   | 11.4%      | 佐藤嗣麻子 |
| 2014年1月9日－2014年3月20日    | 醫龍-Team Medical Dragon-4 （医龍-Team Medical Dragon-4）    | 坂口憲二                                                       | 11   | 12.1%      | 原作：永井明作、乃木坂太郎畫『醫龍』 濱田秀哉、比卡和歌代 |
| 2014年4月17日－2014年6月26日   | 倒數第二次戀愛2                                              | 中井貴一                                                       | 11   | 12.9%      | 岡田惠和 |
| 2014年7月17日－2014年9月25日   | 晝顏～平日午後3點的戀人們～                                  | 上戶彩                                                         | 11   | 13.9%      | 井上由美子 |
| 2014年10月16日－2014年12月18日 | Dear Sister                                                  | 石原聰美、松下奈緒                                             | 10   | 11.3%      | 中谷真由美 |
| 2015年1月15日－2015年3月19日   | 問題餐廳                                                     | 真木陽子                                                       | 10   | 9.3%       | 坂元裕二 |
| 2015年4月9日－2015年6月18日    | 醫師們的戀愛情事                                             | 齋藤工                                                         | 11   | 8.5%       | 秋山龍平、坂口理子、小山正太 |
| 2015年7月9日－2015年9月17日    | 偵探的偵探                                                   | 北川景子                                                       | 11   | 8.1%       | 德永友一 |
| 2015年10月15日－2015年12月17日 | 成熟女子                                                     | 篠原涼子                                                       | 10   | 8.7%       | 尾崎將也 |
| 2016年1月14日－2016年3月17日   | 直美與加奈子                                                 | 廣末涼子                                                       | 10   | 7.5%       | 原作：奧田英朗『直美與加奈子』 濱田秀哉 |
| 2016年4月21日－2016年6月16日   | 早子老師，要結婚是真的嗎？                                   | 松下奈緒                                                       | 9    | 5.6%       | 原作：立木早子『早子先生是时候结婚了?』 水橋文美江 |
| 2016年7月21日－2016年9月22日   | 營業部長 吉良奈津子                                          | 松嶋菜菜子                                                     | 10   | 7.0%       | 井上由美子 |
| 2016年10月13日－2016年12月15日 | Chef～三星級的營養午餐～                                     | 天海祐希                                                       | 10   | 7.02%      | 濱田秀哉 |
| 2017年1月12日－2017年3月16日   | 被討厭的勇氣                                                 | 香里奈                                                         | 10   | 6.5%       | 原案：古賀史健、岸見一郎 德永友一、大石哲也 |
| 2017年4月13日－2017年6月15日   | 外貌協會100%                                                 | 桐谷美玲                                                       | 10   | 6.3%       | 原作：大久保博美『人们看起来100%』 相澤友子 |
| 2017年7月13日－2017年9月7日    | 瑟西爾的企圖                                                 | 真木陽子                                                       | 9    | 4.5%       | 原作：唯川惠『塞西尔·莫克罗米』 比卡和歌代 |
| 2017年10月12日－2017年12月14日 | 刑警弓神                                                     | 淺野忠信                                                       | 10   | 6.5%       | 原作：井浦秀夫『侦探失真』 倉光泰子、大北遥 |
| 2018年1月18日－2018年3月22日   | 鄰居家的月亮比較圓                                           | 深田恭子                                                       | 10   | 6.2%       | 中谷真由美 |
| 2018年4月19日－2018年6月14日   | 基度山恩仇記-華麗的復仇-                                     | 藤岡靛                                                         | 9    | 6.2%       | 原作：亚历山大·仲馬『基督山伯爵』 黑岩勉 |
| 2018年7月12日－2018年9月13日   | 好醫生                                                       | 山崎賢人                                                       | 10   | 11.2%      | 原作：朴才範『好醫生』 德永友一、大北遥 |
| 2018年10月11日－2018年12月13日 | 黃昏流星群                                                   | 佐佐木藏之介                                                   | 10   | 6.7%       | 原作：弘兼憲史『黄昏流星群』 浅野妙子 |
| 2019年1月10日－2019年3月14日   | 醜聞專門律師 女王                                            | 竹內結子                                                       | 10   | 6.8%       | 倉光泰子 |
| 2019年4月11日－2019年6月20日   | 草莓之夜SAGA                                                 | 二階堂富美、龜梨和也                                           | 11   | 6.6%       | 原作：譽田哲也『姬川玲子系列』 德永友一、比卡和歌代 |
| 2019年7月11日－2019年9月26日   | 魯邦的女兒                                                   | 深田恭子                                                       | 11   | 7.2%       | 原作：橫關大『魯邦的女兒』 德永友一 |
| 2019年10月17日－2019年12月12日 | 前男友狂                                                     | 新木優子、高良健吾                                             | 9    | 4.5%       | 原作：瀧波由香里『前男友狂』 坪田文 |

### 2020年代

#### 2020年
| 年份/時間          | 劇名                                | 主演     | 回數 | 平均收視率 | 劇本                                                |
| ------------------ | ----------------------------------- | -------- | ---- | ---------- | --------------------------------------------------- |
| 1月9日－3月19日    | Alive 癌症專門醫的病歷表            | 松下奈緒 | 11   | 7.0%       | 倉光泰子                                            |
| 7月16日－9月24日   | 默默奉獻的灰姑娘 醫院藥劑師的處方箋 | 石原聰美 | 11   | 9.6%       | 原作：荒井妈妈『无名灰姑娘 病院药剂師 青葵』 黑岩勉 |
| 10月15日－12月10日 | 魯邦的女兒2                         | 深田恭子 | 9    | 5.7%       | 原作：橫關大『魯邦的女兒』 德永友一                 |

#### 2021年
| 年份/時間          | 劇名                 | 主演     | 回數 | 平均收視率 | 劇本                                    |
| ------------------ | -------------------- | -------- | ---- | ---------- | --------------------------------------- |
| 1月7日－3月18日    | 認識的妻子           | 大倉忠義 | 11   | 7.4%       | 原作：楊熙勝『認識的妻子』 橋部敦子     |
| 4月8日－6月17日    | 戀愛漫畫家           | 鈴木亮平 | 11   | 5.4%       | 原作：山崎紗也夏『戀愛漫畫家』 松田裕子 |
| 7月15日－9月23日   | 來自灰色星球的小王子 | 比嘉愛未 | 11   | 4.9%       | 阿相クミコ                              |
| 10月14日－12月23日 | SUPER RICH           | 江口德子 | 11   | 6.9%       | 溝井英一デービス                        |

#### 2022年
| 年份/時間         | 劇名                    | 主演     | 回數 | 平均收視率 | 劇本                                    |
| ----------------- | ----------------------- | -------- | ---- | ---------- | --------------------------------------- |
| 1月6日－3月17日   | Gossip#她想知道真正的○○ | 黑木華   | 11   | 6.0%       | 關惠理香、橋本夏                        |
| 4月21日－6月30日  | 麻煩一族                | 土屋太鳳 | 11   | 6.0%       | 原作：小山由香里『麻煩一族』 神森萬里江 |
| 7月14日－9月22日  | 純愛不協和音            | 中島裕翔 | 11   | 3.9%       | 玉田真也、大林利江子、倉光泰子          |
| 10月6日－12月22日 | silent                  | 川口春奈 | 11   | 7.6%       | 生方美久                                |

#### 2023年
| 年份/時間          | 劇名           | 主演                                     | 回數 | 平均收視率 | 劇本                                                            |
| ------------------ | -------------- | ---------------------------------------- | ---- | ---------- | --------------------------------------------------------------- |
| 1月5日－3月16日    | 忍者結婚很難   | 菜菜緒                                   | 11   | 5.2%       | 原作：橫關大『忍者結婚很難』 劇本：松田裕子                     |
| 4月13日－6月22日   | 我們之間沒有的 | 奈緒                                     | 11   | 5.5%       | 原作：春乃晴『我們之間沒有的』 劇本：市川貴幸、岡崎聰子、黑田狹 |
| 7月20日－9月14日   | 這個美好世界   | 若村麻由美                               | 9    | 3.9%       | 烏丸丸太                                                        |
| 10月12日－12月21日 | 最喜歡的花     | 多部未華子、松下洸平、神尾楓珠、今田美櫻 | 11   | 5.1%       | 生方美久                                                        |

#### 2024年
| 年份/時間          | 劇名                       | 主演     | 回數 | 平均收視率 | 劇本                       |
| ------------------ | -------------------------- | -------- | ---- | ---------- | -------------------------- |
| 1月18日－3月28日   | 大奥（2024年版）           | 小芝風花 | 11   | 4.8%       |                            |
| 4月11日－6月20日   | Re:Revenge－在欲望的盡頭－ | 赤楚衛二 | 11   | 4.6%       | 伊東忍、中村允俊、奥村徹也 |
| 7月4日－9月19日    | GEEKS                      | 松岡茉優 | 11   | 4.7%       | 大林利江子、原野吉弘       |
| 10月17日－12月19日 | 我的寶物                   | 松本若菜 | 10   | 5.0%       | 市川貴幸                   |

#### 2025年
| 年份/時間        | 劇名                           | 主演     | 回數 | 平均收視率 | 劇本                                              |
| ---------------- | ------------------------------ | -------- | ---- | ---------- | ------------------------------------------------- |
| 1月9日－3月20日  | 日本第一的爛男人 ※我的假家人們 | 香取慎吾 | 11   | 4.0%       | 政池洋佑、蛭田直美、岡崎聰子、三浦駿斗            |
| 4月24日－6月26日 | 宛如粼光夫婦日和               | 芳根京子 | 10   | 5.8%       | 原作：西香はち『宛如粼光夫婦日和』 劇本：泉澤陽子 |
| 7月10日－        | 愛的，學校。                   | 木村文乃 |      |            | 井上由美子                                        |

## 放送局
注：日本使用JST，台灣使用NST
| 放送對象地域  | 放送局                  | 系列                                         | 放送星期・放送時間 | 備注                                                   |
| ------------- | ----------------------- | -------------------------------------------- | ------------------ | ------------------------------------------------------ |
| 關東廣域圏    | 富士電視台（CX）        | 富士電視台系列                               | 週四 22:00 - 22:54 | 製作局                                                 |
| 北海道        | 北海道文化放送（uhb）   | 富士電視台系列                               | 週四 22:00 - 22:54 | 同步播出                                               |
| 岩手縣        | 岩手可愛電視台（mit）   | 富士電視台系列                               | 週四 22:00 - 22:54 | 同步播出                                               |
| 宮城縣        | 仙台放送（OX）          | 富士電視台系列                               | 週四 22:00 - 22:54 | 同步播出                                               |
| 秋田縣        | 秋田電視台（AKT）       | 富士電視台系列                               | 週四 22:00 - 22:54 | 同步播出                                               |
| 山形縣        | 櫻桃電視台（SAY）       | 富士電視台系列                               | 週四 22:00 - 22:54 | 同步播出                                               |
| 福島縣        | 福島電視台（FTV）       | 富士電視台系列                               | 週四 22:00 - 22:54 | 同步播出                                               |
| 新潟縣        | 新潟綜合電視台（NST）   | 富士電視台系列                               | 週四 22:00 - 22:54 | 同步播出                                               |
| 長野縣        | 長野放送（NBS）         | 富士電視台系列                               | 週四 22:00 - 22:54 | 同步播出                                               |
| 靜岡縣        | 靜岡電視台（SUT）       | 富士電視台系列                               | 週四 22:00 - 22:54 | 同步播出                                               |
| 富山縣        | 富山電視台（BBT）       | 富士電視台系列                               | 週四 22:00 - 22:54 | 同步播出                                               |
| 石川縣        | 石川電視台（ITC）       | 富士電視台系列                               | 週四 22:00 - 22:54 | 同步播出                                               |
| 福井縣        | 福井電視台（FTB）       | 富士電視台系列                               | 週四 22:00 - 22:54 | 同步播出                                               |
| 中京廣域圏    | 東海電視台（THK）       | 富士電視台系列                               | 週四 22:00 - 22:54 | 同步播出                                               |
| 近畿廣域圏    | 關西電視台（KTV）       | 富士電視台系列                               | 週四 22:00 - 22:54 | 同步播出                                               |
| 島根縣 鳥取縣 | 山陰中央電視台（TSK）   | 富士電視台系列                               | 週四 22:00 - 22:54 | 同步播出                                               |
| 岡山縣 香川縣 | 岡山放送（OHK）         | 富士電視台系列                               | 週四 22:00 - 22:54 | 同步播出                                               |
| 廣島縣        | 新廣島電視台（TSS）     | 富士電視台系列                               | 週四 22:00 - 22:54 | 同步播出                                               |
| 愛媛縣        | 愛媛電視台（EBC）       | 富士電視台系列                               | 週四 22:00 - 22:54 | 同步播出                                               |
| 高知縣        | 高知SunSun電視台（KSS） | 富士電視台系列                               | 週四 22:00 - 22:54 | 同步播出                                               |
| 福岡縣        | 西日本電視台（TNC）     | 富士電視台系列                               | 週四 22:00 - 22:54 | 同步播出                                               |
| 佐賀縣        | 佐賀電視台（STS）       | 富士電視台系列                               | 週四 22:00 - 22:54 | 同步播出                                               |
| 長崎縣        | 長崎電視台（KTN）       | 富士電視台系列                               | 週四 22:00 - 22:54 | 同步播出                                               |
| 熊本縣        | 熊本電視台（TKU）       | 富士電視台系列                               | 週四 22:00 - 22:54 | 同步播出                                               |
| 鹿兒島縣      | 鹿兒島電視台（KTS）     | 富士電視台系列                               | 週四 22:00 - 22:54 | 同步播出                                               |
| 沖繩縣        | 沖繩電視台（OTV）       | 富士電視台系列                               | 週四 22:00 - 22:54 | 同步播出                                               |
| 大分縣        | 大分電視台（TOS）       | 富士電視台系列/日本電視台系列                | 週四 22:00 - 22:54 | 同步播出                                               |
| 宮崎縣        | 宮崎電視台（UMK）       | 富士電視台系列/日本電視台系列/朝日電視台系列 | 週四 22:00 - 22:54 | 同步播出                                               |
| 台灣          | 緯來日本台              | 緯來電視網                                   | 週六 22:00 - 22:54 | 延後不定 引進 《醫龍3》、《醫龍4》                     |
| 台灣          | MY 101綜合台            | 中華電信MOD                                  | 週五 22:00 - 22:55 | 引進《醫師們的戀愛處方箋》、《成熟女子》、《問題餐廳》 |

## 外部連結
- 富士電視台電視連續劇（页面存档备份，存于）